# رون ليندن
رون ليندن (بالإنجليزية: Ron Linden)‏ هو أمين متحف أمريكي، ولد في 8 ديسمبر 1940 في شيكاغو في الولايات المتحدة.

## وصلات خارجية
- الموقع الرسمي